# 佐野博
佐野 博（さの ひろし、1905年3月24日 - 1989年4月4日）は、日本の社会主義運動家、評論家。田中清玄とともに、いわゆる「武装共産党」時代の日本共産党（第二次共産党）の指導部を組織した。佐野学の甥で、共産党系演劇人で革命歌「インターナショナル」訳詞者の佐野碩、社会学者鶴見和子・哲学者鶴見俊輔姉弟は従妹弟にあたる。

## 経歴
1905年、大分県速見郡杵築町（現・杵築市）に生まれる。旧制第七高等学校在学中に、学生サークル「鶴鳴会（かくめいかい）」に参加。1923年（大正12年）9月、鹿児島港にソ連の船が入港した折に佐野を含む鶴鳴会のメンバー数人は手漕ぎのボートで接近、「インターナショナル」を歌って乗船を許され、身振り手振り（メンバーにはロシア語に通じたものがいなかった）で船長と意思疎通を図り、パンフレットなどを渡されて戻るという事件を起こす。学校の尽力により警察沙汰にはならなかったが、学校当局からはひどく叱られたという。当時「鶴鳴会」のメンバーだった佐多忠隆（戦中期の革新官僚で、戦後日本社会党参議院議員）の回想によると、会の拠点となっていたのは佐野の部屋であったという。
その後京都帝国大学経済学部に入学したものの中途退学し, 1926年（大正15年）ソビエト連邦に渡る。そしてモスクワの国際レーニン学校で学びながらコミンテルンの青年組織共産主義青年インターナショナル（略称キム）の執行委員となり、レーニン学校を終えてからは、コミンテルン本部で働いていた。日本人が多数在籍していた東方勤労者共産大学（クートベ）ではなく、最高幹部養成学校であった国際レーニン学校で学んだ数少ない日本人である。
1928年（昭和3年）の暮れ、コミンテルンの日本委員会が出した党大会を海外で開けという方針を持ってモスクワを出発。上海で赤色労働組合インターナショナル（プロフィンテルン）代表のカール・ヤンソンと接触し、鍋山貞親とともに朝鮮を経由して帰国、いっしょに最高幹部のアジトに住んだ。四・一六事件でほとんど幹部が逮捕された後、佐野は友人の佐多の所に匿われ、コミンテルンとの連絡法を知り、党本部の状況を知る唯一の人物となった。田中と連絡がついたところで再建運動が始まった。1929年（昭和4年）7月、前納善四郎が加わって暫定ビューローの最初の会議を埼玉県南埼玉郡菖蒲町（現・久喜市）の料亭で開く。
コミンテルンとの連絡を回復しようと努力し、覚えていた上海のアドレス（当時上海に在住していた叔父の佐野学）に手紙を送り、街頭連絡をつけたいとの返事が来たが、怪しいとにらんだ。理由としては叔父と甥なので目印など必要ないのに目印を要求してきた点などであった。実際返事をしたのは警視庁の特別高等警察であった。ついにコミンテルンと連絡を取れぬまま、活動を続ける決意をしなければならなかった。活動資金を自らの手で獲得しなければならず、日本共産党技術部（テク）を組織する。
1930年（昭和5年）1月、和歌浦（和歌山市）近くの別荘で拡大中央委員会を開く。ここで、武装して自衛しながら大衆の前で公然活動するという方針が採択される。実際に、第2回普通選挙をめざしてビラまき活動中などに、ピストルなどの武器使用による警察官の死亡傷害事件を起こすことになる。この会議後もこの別荘をアジトとして潜伏していたが、スパイや逮捕者の供述によりアジトが特高警察に捕捉される。この供述した逮捕者の中には幹部であった前納善四郎も含まれていた（前納はこれを苦にして出獄後の1937年に山中で首を吊って自殺）。特高は踏み込むための事前偵察として行商の老婆を使うなどしてアジトを下見させた。佐野は普段は警戒のため外出しなかったがその日歯痛に耐えかねて歯医者に行っていた。その帰りに異変を察知し、田中と共にその日のうちにアジトを脱出する。残ったメンバーも翌日に出るつもりで準備していたが翌2月26日早朝5時、特高に踏み込まれ逮捕される。この際警官隊との間に銃撃戦が発生し和歌浦事件と呼ばれることになる。間一髪逃れた佐野はシンパであった人物の嫁とペアを組み新婚旅行の夫婦に偽装するなどして東京へ逃れる。しかし東京でも特高に捕捉され4月、フランス料理店での街頭連絡時に逮捕される。この時店にいた客は全員偽装した特高で、佐野も必死に抵抗し取り押さえられる際に拳銃を発射し、警官に重傷を負わせた. 1933年に田中清玄や叔父の佐野学ともに転向し, 1941年に出獄。
終戦直後の1946年には、佐野学らの転向者と共に労農前衛党の結成に参加。その後右派社会党に属す。 1953年からは叔父学の設立した日本政治経済研究所の二代目所長を務め、反共的な評論活動を行いながら労使関係の調整にあたった. 1989年、奈良県奈良市の病院にて死去。